# Dům Ignáce Stuchlého

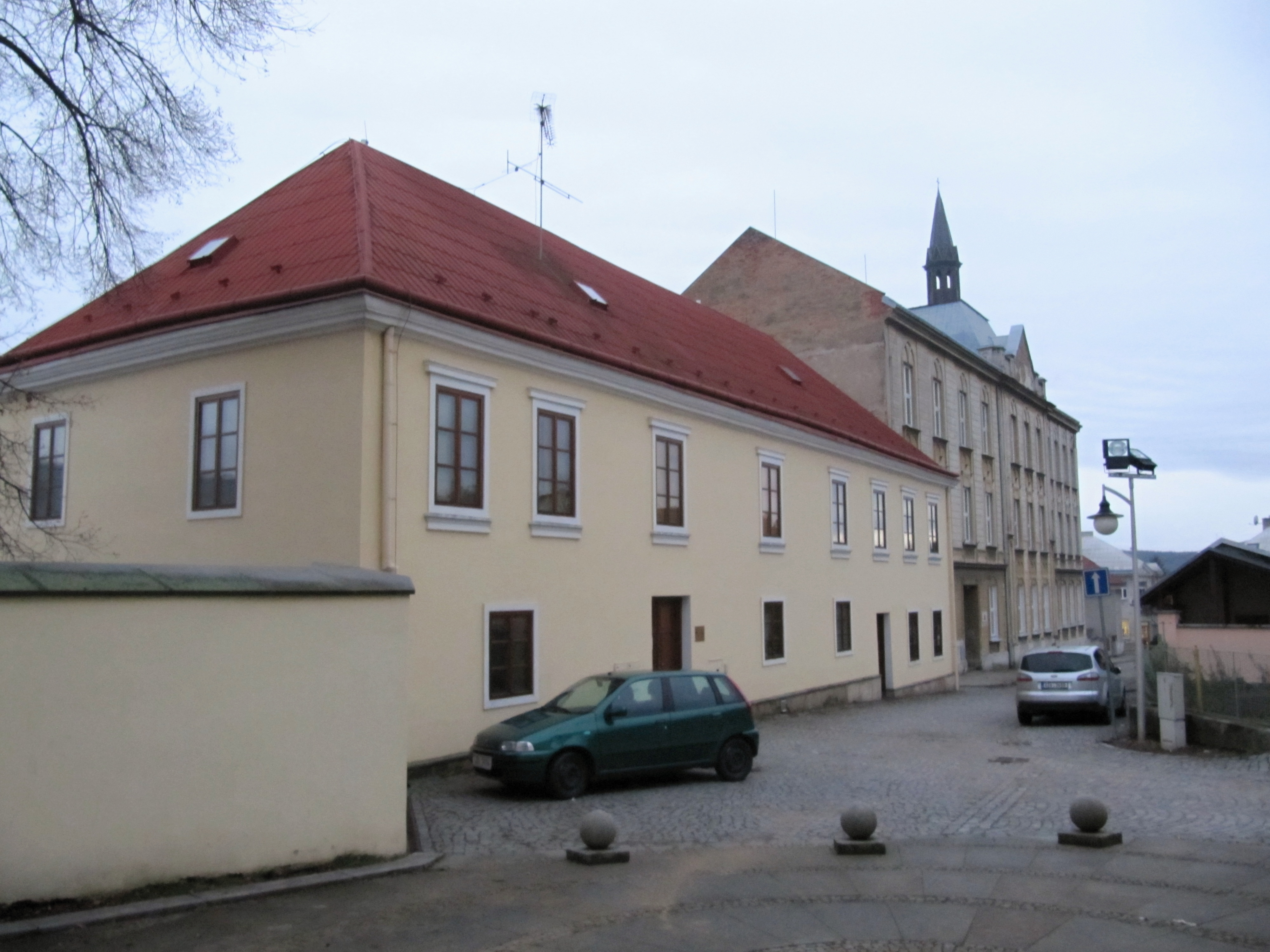
Dům Ignáce Stuchlého

Dům Ignáce Stuchlého je salesiánské středisko ve Fryštáku.

## Historie domu
Dům postavily v roce 1902 v roce 1902 sestry Neposkvrněného početí; jednalo se o přístavbu k tzv. staré škole. V roce 1927 celý komplex zakoupili salesiáni, vůdčí osobností byl P. Ignác Stuchlý, který uvedl salesiány do Čech. Jednalo se o první salesiánské středisko v tehdejším Československu. V srpnu 1943 byl dům vyklizen a sloužil nejprve jako útulek vybombardované mládeže z Hamburku, později ho využívali němečtí vojáci.
V dubnu 1950 byli v rámci Akce K salesiáni spolu s Ignácem Stuchlým (tehdy po mrtvici) deportováni, on sám byl umístěn do domova důchodců v Lukově, který nesměl opouštět. Zde také v roce 1953 zemřel.
Ze střediska se stal domov důchodců a církvi byl vrácen až po roce 1990.
V současné době je spravován salesiány Dona Boska a nabízí akce pro mládež, jako jsou tábory, víkendovky, tzv. Orientační dny zaměřené na hledání duchovní cesty pro mladé lidi a mnohé další akce.
Pro veřejnost je rovněž dostupný bar s knihovnou a horolezecká stěna.
Obvykle je znám pod zkratkou DIS.